# Ху Шулі
Ху Шулі (胡舒立, 1953 р.н.) – китайська журналістка, редакторка, письменниця та викладачка. Головна редакторка таких ЗМІ, як Caixin [Архівовано 7 березня 2020 у Wayback Machine.] і Caixin Century Weekly. Деканка Школи Комунікації і Дизайну в університеті Сунь Ят-сена. Засновниця китайського бізнесу та фінансового журналу Caijing, його головна редакторка протягом 11 років.  87-ма за впливом жінка в світі за версією Форбс (2014).
Ху Шулі є членкинею редакційної консультативної ради Reuters і Міжнародної медіаради Всесвітнього економічного форуму. Глобальна членкиня ради United Way Worldwide і членкиня Опікунської ради Міжнародної кризової групи.

## Життя та кар'єра
Ху Шулі народилася в Пекіні, у сім'ї журналістів: її дідусь Ху Zhongchi був перекладачем і редактором Шен Бао, а його старший брат Ху Юйчжі (1896-1986), «ранній прихильник реформи мови, використання есперанто і реалізму в літературі", брав участь у редагуванні і публікації. Її мати, Ху Ліншуй, була старшою редакторкою у Worker Daily. Батько, Цао Qifeng, був середньою ланкою в профспілці.
Ху Шулі навчалася у престижній середній школі у Пекіні. Культурна революція принесла критику в її родину (мати знаходилась під домашнім арештом). 
Ху долучилась до Червоної гвардії і подорожувала країною, виховуючи себе. Через два роки вступила до Народно-визвольної армії, а коли класи коледжу поновилися в 1978 році, запрошена до університету Женьмінь у Китаї. Також вивчала економіку розвитку як наукова співробітниця Стенфордського університету в 1994 році; здобула ступінь EMBA у Фордгемському університеті та Китайському центрі економічних досліджень при Пекінському університеті в 2002 році. 
Перед Caijing Шулі працювала помічницею редактора, репортеркою і міжнародною редакторкою в Daily, другій за популярності газеті Китаю. Вона приєдналася до China Business Times в 1992 році як міжнародна редакторка і стала головною кореспонденткою в 1995 році, після чого в 1998 році пішла у відставку, щоб створити Caijing. Крім того, працювала начальницею фінансових новин на Phoenix TV в 2001 році.

## Публікації
Ху Шулі є авторкою кількох книг, зокрема "Новий фінансовий час" [Архівовано 21 жовтня 2021 у Wayback Machine.], "Реформа не має романтики" та "Сцени позаду американських газет" (The Scenes Behind American Newspapers). 

## Нагороди
- 2001– Ху Шулі визнана однією з П'ятдесяти зірок Азії за версією журоналу BusinessWeek.
- 2003 – Міжнародна редакторка року на World Press Review.
- 2006 – Найпотужніший коментатор Китаю за версією Файненшл таймс і Волл-стріт джорнел.
- 2007 – Преміантка Lyons Луї за совісність і чесність в галузі журналістики фонду Німан в Гарвардському університеті.
- 2009-2010 – Двічі названа однією з Топ-100 глобальних мислителів за версією журналу Foreign Policy.

2011: 
- серед 100 найвпливовіших людей за версією Time.
- редакційна команда Caixin під керівництвом Ху Шулі виграла Shorenstein Journalism Award Стенфордського університету.
- Нагорода Сін Юн Journalism у Тайвані.

- 2012 – Почесна медаль Міссурі за видатні заслуги в галузі журналістики.
- 2014 – Ramon Magsaysay Award; визнана 87-мою жінкою в світі за версією Форбс; отримала Премію Рамона Магсаісаі [Архівовано 11 липня 2020 у Wayback Machine.].
- 2016 – нагороджена почесним докторським ступенем у Принстонському університеті.
- 2017 – визнана однією з лідерів світу у Фортуні.